# Carlos Cazorla Medina
Carlos Cazorla (Las Palmas de Gran Canaria, 7 de desembre de 1977), és un exjugador de bàsquet professional, a la posició d'aler, que ha jugat a diferents equips l'ACB.